# Gornji Rakani
Gornji Rakani (szerbül: Горњи Ракани), falu Bosznia-Hercegovinában, Bosanska krajina területén, Novi Grad községben, a Szerb Köztársaságban. 

## Fekvése
Bosznia-Hercegovina nyugati részén, Banja Lukától légvonalban 75, közúton 97 km-re nyugatra, községközpontjától légvonalban 9, közúton 12 km-re délnyugatra, az Una és a Vojskova folyók közötti dombvidéken, 150 - 250 méteres tengerszint feletti magasságban található. Több, kis településből áll.

## Népessége
| Nemzetiségi csoport | Népesség 1991 | Népesség 2013 |
| ------------------- | ------------- | ------------- |
| Szerb               | 254           | 263           |
| Bosnyák             | 0             | 0             |
| Horvát              | 0             | 1             |
| Jugoszláv           | 0             | 0             |
| Egyéb               | 0             | 0             |
| Összesen            | 254           | 264           |

## Története
A régészeti leletek tanúsága szerint területén már az őskorban is laktak emberek. A Bosanska Posavinának az Una és Orbász (Vrbas) torkolatai közötti része, valamint az ettől kissé délre fekvő dombvidék, különösen a Szana-medence lakhatási feltételei az emberi élet szempontjából különösen kedvezőek voltak (termékeny föld, gazdálkodásra alkalmas terület, az állattenyésztés és vadászat-halászat feltételei).  A délkeleti alpoki régió kora vaskori (urnamezős kultúra) kulturális csoportjai Bosznia északi részeit vették birtokba, ahonnan a hatás később délebbre terjedt. Ennek a csoportnak a terjeszkedése és fejlődése több mint öt évszázadra vezethető vissza, kezdetei minden bizonnyal még a középső bronzkorba nyúlnak vissza. Bosznia északi részén az i. e. 13. század utolsó évtizedeitől az i. e. 9. század végéig követhető. Az evolúció és a népességmozgások következtében bekövetkezett változások Bosznia északnyugati részén is megmutatkoznak a halottak elégetésének (hamvasztás), valamint a japod népcsoporton belüli egyes kerámia- és fémformákban. A korszak egyik legjelentősebb boszniai lelőhelye a Gornji Rakani területén található Mekota nevű lelőhely. A település déli részén, a Brska és a Vojskova közötti Gradina nevű magaslaton a bronzkor végén létesítettek erődített települést, mely a vaskorban is lakott volt.
A térség 1537-ben Blagaj várának elestével került török kézre. A település 1878-ig tartozott az Oszmán Birodalomhoz, ekkor a berlini kongresszus határozata alapján az Osztrák-Magyar Monarchia része lett. A monarchia szétesésével 1918-ben előbb a Szerb-Horvát-Szlovén Királyság, majd 1929-től a Jugoszláv Királyság része. Jugoszlávia megszállása után a falu a Független Horvát Állam (NDH) része lett. 1945-től a település a szocialista Jugoszlávia része volt. A Bosznia-Hercegovinában zajló polgárháború idején a település a Boszniai Szerb Köztársaság része volt. A daytoni békeszerződést követő területfelosztásnál a település, Novi Grad község részeként a Szerb Köztársaság területéhez került.

## Nevezetességei
- A Mekota nevű lelőhely Novi Gradtól 12 km-re az Una folyó jobb partján, a Novi Grad - Bihács főút és a vasútvonal közvetlen közelében található. 1981-ben, 1982-ben és 1986-ban nagyszabású szisztematikus régészeti kutatások folytak itt Enver Mulabdić vezetésével, Zdenko Žeravica, a szarajevói Köztársasági Kulturális Műemlékvédelmi Intézet munkatársa felügyelete mellett. Ezt követően a helyszínt elhanyagolták. A teljes régészetileg feltárt, 1611 m²-es területen 769 sírt tártak fel. 1996 februárjában az anyag a Novi Grad-i Galériába került. A lelőhelyen egy őskori nekropolisz található, ettől északkeletre, az Una partján pedig egy őskori település maradványait találták. Mekota, Gornji Rakani régészeti lelőhelyét Bosznia-Hercegovina nemzeti emlékhelyévé nyilvánították.[5]

- Gradina – őskori erődített település maradványai. A település területe mindössze 50x30 méter volt, de kiválóan meg volt erősítve. Az északnyugati és északkeleti oldalán mély árok húzódott, külső oldalán erős földsánccal védve. A legelérhetőbb északkeleti oldalon ezt még egy kőfal is erősítette egy kisebb, szintén kőből épített bástyával. A déli oldalán egy szűk átjáró található a központi részre. A település az erődített részről az északnyugati és nyugati lejtőkre is lehúzódott. A főként kerámiákból álló leletek alapján korát a késő bronzkorra és a vaskorra teszik.[4]